# Algebraische Periode

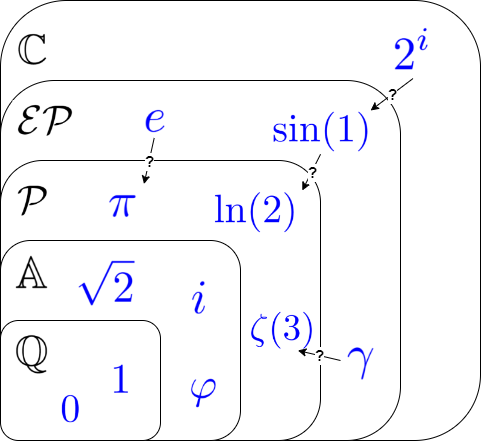
Die Klasse der algebraischen Perioden als eine Teilmenge der komplexen Zahlen.

In der Mathematik, insbesondere in der algebraischen Geometrie, ist eine algebraische Periode eine komplexe Zahl, die als Integral einer algebraischen Funktion über einen algebraischen Bereich ausgedrückt werden kann. Die Perioden sind eine Klasse von Zahlen, zu der neben den algebraischen Zahlen selbst viele bekannte mathematische Konstanten wie die Kreiszahl π gehören. Summen und Produkte von Perioden bleiben Perioden, sodass diese einen Ring, bezeichnet mit {\displaystyle {\mathcal {P}}}, bilden.
Algebraische Perioden spielen eine wichtige Rolle in der Theorie der Differentialgleichungen und transzendenten Zahlen sowie in offenen Problemen der modernen arithmetischen algebraischen Geometrie. Dazu gehören sie zu den Integralen, welche im Kontext von Feynman-Diagrammen auftreten.

## Definition
Eine Zahl {\displaystyle \alpha } ist eine Periode, wenn sie durch ein Integral der folgenden Form ausgedrückt werden kann:
{\displaystyle \alpha =\int _{P(x_{1},\ldots ,x_{n})\geq 0}Q(x_{1},\ldots ,x_{n})\ \mathrm {d} x_{1}\ldots \mathrm {d} x_{n}}
wobei {\displaystyle P} ein Polynom und {\displaystyle Q} eine rationale Funktion mit rationalen Koeffizienten ist. Eine komplexe Zahl ist eine Periode, wenn ihr Real- und Imaginärteil Perioden sind.
Es ist alternativ auch möglich {\displaystyle P} und {\displaystyle Q} algebraische Funktionen sein zu lassen; dies liefert eine äquivalente Klasse.

## Eigenschaften
Die algebraischen Perioden sollen die Lücke zwischen den algebraischen Zahlen und den transzendentalen Zahlen schließen. Erstere bilden eine zu kleine Klasse, um viele wichtige mathematische Konstanten zu enthalten, während letztere überabzählbar und abgesehen von wenigen Ausnahmen nicht allgemein berechenbar und schwer beschreibbar sind.
Der Ring der algebraischen Perioden {\displaystyle {\mathcal {P}}} ist abzählbar, während die algebraischen Perioden selbst alle berechenbar und definierbar sind. Es gilt {\displaystyle \mathbb {\overline {Q}} \subset {\mathcal {P}}\subset \mathbb {C} }.
Die algebraischen Perioden enthalten einen Teil jener transzendenter Zahlen, welche algorithmisch beschrieben werden können und nur eine endliche Menge an Informationen enthalten.

## Beispiele
Bekannte Beispiele für algebraische Perioden enthalten:
| Zahl | Integral |
| --- | --- |
| Algebraische Zahl {\displaystyle \alpha }. | {\displaystyle \alpha =\int _{0}^{\alpha }\mathrm {d} x}                                                                                      |
| Der natürliche Logarithmus einer positiven algebraischen Zahl {\displaystyle \alpha >0}.                                                                                   | {\displaystyle \ln(\alpha )=\int _{1}^{\alpha }{\frac {1}{x}}\ \mathrm {d} x}                                                                 |
| Die Arkusfunktionen algebraischer Zahlen {\displaystyle \alpha } in deren Definitionsmenge.                                                                                | {\displaystyle \arctan(\alpha )=\int _{0}^{\alpha }{\frac {1}{1+x^{2}}}\ \mathrm {d} x}                                                       |
| Die Kreiszahl {\displaystyle \pi }. | {\displaystyle \pi =\int _{0}^{1}{\frac {4}{x^{2}+1}}\ \mathrm {d} x}                                                                         |
| Die Apéry-Konstante {\displaystyle \zeta (3)} | {\displaystyle \zeta (3)=\int _{0}^{1}\int _{0}^{1}\int _{0}^{1}{\frac {\mathrm {d} x\mathrm {d} y\mathrm {d} z}{1-xyz}}}                     |
| Die Catalansche Konstante {\displaystyle G}. | {\displaystyle G=\int _{0}^{1}\int _{0}^{1}{\frac {\mathrm {d} x\mathrm {d} y}{1+x^{2}y^{2}}}}                                                |
| Die Gieseking-Konstante {\displaystyle {\text{Cl}}_{2}({\tfrac {1}{3}}\pi )}.                                                                                              | {\displaystyle {\text{Cl}}_{2}({\tfrac {1}{3}}\pi )=2\int _{0}^{1}\int _{1}^{1+y}{\frac {\mathrm {d} x\mathrm {d} y}{x{\sqrt {(1-y)(3+y)}}}}} |
| Die Lemniskatische Konstante {\displaystyle \varpi }. | {\displaystyle \varpi =2\int _{0}^{1}{\frac {\mathrm {d} x}{\sqrt {1-x^{4}}}}}                                                                |
| Elliptische integrale mit algebraischen Grenze. Speziell: Der Umfang {\displaystyle U} einer Ellipse mit algebraischen Halbachsen {\displaystyle a} und {\displaystyle b}. | {\displaystyle U=\int _{-b}^{b}{\sqrt {1+{\frac {a^{2}x^{2}}{b^{4}-b^{2}x^{2}}}}}\mathrm {d} x}                                               |
| Summen und Produkte von algebraischen Perioden. | |

## Ungelöste Probleme
Ein ungelöstes Problem besteht darin zu beweisen, ob es einen Algorithmus gibt, welcher die Gleichheit zweier Perioden bestimmt. Maxim Konzewitsch und Don Zagier vermuten, dass die Frage nach der Gleichheit zweier beliebiger Perioden stets entscheidbar ist.
Weitere offene Fragen bestehen darin zu beweisen, welche bekannten mathematischen Konstanten nicht zum Ring der Perioden gehören. Ein Beispiel für eine reelle Zahl, die keine Periode ist, ist die Chaitinsche Konstante Ω.
Jedoch ist nicht bekannt ob 1/π, die Eulersche Zahl e und die Euler–Mascheroni-Konstante γ algebraische Perioden sind.

## Erweiterungen
Wenn man zulässt, dass der Integrand {\displaystyle Q} das Produkt einer algebraischen Funktion und einer Exponentialfunktion mit einer algebraischen Funktion als Argument ist, erhält man den Ring der exponentiellen Perioden {\displaystyle {\mathcal {E}}{\mathcal {P}}}. Dieser ist ebenfalls abzählbar und es gilt {\displaystyle {\overline {\mathbb {Q} }}\subset {\mathcal {P}}\subseteq {\mathcal {EP}}\subset \mathbb {C} }.
Unter anderem sind die Eulersche Zahl e und die Euler–Mascheroni-Konstante γ exponentielle Perioden.